# Élections cantonales de 1877 dans la Somme
Les élections cantonales françaises de 1877 ont eu lieu le 4 et 11 novembre 1877.

## Contexte départemental

### Assemblée départementale sortante
Avant les élections, le conseil général de la Somme est présidé par Albert Dauphin (Libéral), à la tête du département depuis 1873. Il comprend 41 conseillers généraux issus des 41 cantons de la Somme. 20 d'entre eux sont renouvelables lors de ces élections.
| Parti                           | Sigle | Sigle        | Élus |
| ------------------------------- | ----- | ------------ | ---- |
| Gauche républicaine (25 sièges) |       |              |      |
| Conservateurs libéraux          |       | Libéral      | 11   |
| Républicains modérés            |       | Rép.         | 10   |
| Républicains radicaux           |       | Rad.         | 4    |
| Droite monarchique (16 sièges)  |       |              |      |
| Légitimistes                    |       | Légitimiste  | 8    |
| Orléanistes                     |       | Orléaniste   | 4    |
| Bonapartistes                   |       | Bonapartiste | 4    |
| Président du conseil général    |       |              |      |
| Albert Dauphin (Libéral)        |       |              |      |

## Conseil général élu
| Canton             | Conseiller sortant                   | Étiquette    | Candidat élu                          | Étiquette    |
| ------------------ | ------------------------------------ | ------------ | ------------------------------------- | ------------ |
| Abbeville-Sud      | Henri Labitte                        | Libéral      | Henri Labitte                         | Libéral      |
| Acheux-en-Amiénois | Charles Marie Faton de Faverney      | Légitimiste  | Charles Marie Faton de Faverney       | Légitimiste  |
| Albert             | François Le Feuvre d'Ovigne*         | Légitimiste  | Georges Le Feuvre d'Ovigne            | Légitimiste  |
| Amiens-Nord-Ouest  | Lucien Fournier                      | Rad.         | Lucien Fournier                       | Rad.         |
| Amiens-Sud-Est     | Albert Dauphin                       | Libéral      | Albert Dauphin                        | Libéral      |
| Ault               | Adalbert de Rambures                 | Orléaniste   | Adalbert de Rambures                  | Orléaniste   |
| Chaulnes           | Charles Mollien                      | Rép.         | Charles Mollien                       | Rép.         |
| Conty              | Alexandre Caron                      | Libéral      | Émile Béguin                          | Orléaniste   |
| Corbie             | Ernest Dieu                          | Rép.         | Ernest Dieu                           | Rép.         |
| Crécy-en-Ponthieu  | Jean-Charles Lévesque de Neuvillette | Légitimiste  | Jean-Charles Lévesque de Neuvillette  | Légitimiste  |
| Domart-en-Ponthieu | Octave Dhavernas                     | Libéral      | Octave Dhavernas                      | Libéral      |
| Hallencourt        | Alexandre Frichot *                  | Libéral      | Gustave Colart                        | Libéral      |
| Ham                | Louis Rouge-Hallouin                 | Libéral      | Achille-Joseph Bernot                 | Rép.         |
| Hornoy-le-Bourg    | Pierre François Peltot               | Rép.         | Marie Arthur Danzel d'Aumont          | Bonapartiste |
| Molliens-Vidame    | Arsène Gambier                       | Rép.         | Camille Léon de Chassepot de Beaumont | Légitimiste  |
| Montdidier         | Gustave-Louis Jametel                | Libéral      | Gustave-Louis Jametel                 | Libéral      |
| Moreuil            | Charles Descaure                     | Légitimiste  | Charles Descaure                      | Légitimiste  |
| Moyenneville       | Gaston de Douville-Maillefeu         | Rad.         | Gaston de Douville-Maillefeu          | Rad.         |
| Péronne            | Alexandre Villemant                  | Bonapartiste | Alexandre Villemant                   | Bonapartiste |
| Rue                | Antoine Béthouart                    | Rép.         | Antoine Béthouart                     | Rép.         |

*Conseillers généraux sortants ne se représentant pas

### Élus
| Partis                    | Partis                    | Conseillers sortants | Conseillers élus | Évolution     |
| ------------------------- | ------------------------- | -------------------- | ---------------- | ------------- |
|                           | Conservateurs libéraux    | 7                    | 5                | 2             |
|                           | Républicains modérés      | 5                    | 4                | 1             |
|                           | Républicains radicaux     | 2                    | 2                | en stagnation |
| Total Gauche républicaine | Total Gauche républicaine | 14                   | 11               | 3             |
|                           | Légitimistes              | 4                    | 5                | 1             |
|                           | Bonapartistes             | 1                    | 2                | 1             |
|                           | Orléanistes               | 1                    | 2                | 1             |
| Total Droite monarchique  | Total Droite monarchique  | 6                    | 9                | 3             |

### Groupes politiques
| Parti                           | Sigle | Sigle        | Élus |
| ------------------------------- | ----- | ------------ | ---- |
| Gauche républicaine (22 sièges) |       |              |      |
| Conservateurs libéraux          |       | Libéral      | 9    |
| Républicains modérés            |       | Rép.         | 9    |
| Républicains radicaux           |       | Rad.         | 4    |
| Droite monarchique (19 sièges)  |       |              |      |
| Légitimistes                    |       | Légitimiste  | 9    |
| Orléanistes                     |       | Orléaniste   | 5    |
| Bonapartistes                   |       | Bonapartiste | 5    |
| Président du conseil général    |       |              |      |
| Albert Dauphin (Libéral)        |       |              |      |